# De veghe în lanul de secară
De veghe în lanul de secară  (în engleză The Catcher in the Rye) este un roman scris de autorul american J. D. Salinger. Este considerat unul din Marile Romane Americane.

## Rezumat
Naratorul, un adolescent pe nume Holden Caulfield, povestește ultimele lui zile la școala privată Pencey. Holden este corigent la patru materii din cinci și urmeaza să fie exmatriculat înainte de vacanța de Crăciun. Nu este prima oară când Holden trece prin problema exmatriculării; mai fusese dat afară și de la  Whooton și Elkton Hills. 
Acțiunea începe într-o sâmbătă pe când urmărea de pe vârful unui deal un meci de fotbal dintre Pencey și Saxon Hall. 
Înainte de plecare Holden îi face o vizită de rămas bun domnului Spencer, profesorul lui de istorie. După o discuție tristă despre teza lui la această materie și motivul pentru care a fost lăsat corigent, Holden se întoarce la Pencey. Acolo îl întâlnește pe  Ackley, alt elev, vecin de palier cu Holden. Apoi vorbește cu colegul lui de cameră despre fata cu care acesta se întâlnește, pe care Holden o cunoște, deși nu a mai văzut-o de mult timp. Hotărăște să plece la New York pentru a sta câteva zile singur înainte de a se duce acasă, unde știa că o să fie certat de părinți. Aceștia urmau să afle de isprava lui Holden când aveau să primească o scrisoare de la director. 
După ce ajunge la New York se cazează la un hotel amărât unde cunoaște la bar trei fete pe seama cărora se distrează aproape toată noaptea deoarece erau „proaste și urâte”. Pleacă apoi pentru a-și petrece seara la un cabaret. Neavând nimic de făcut, fiind singur și deprimat, începe să bea și să fumeze până când se întâlnește cu o prietenă de-a lui D.B., fratele lui. Voind să scape de ea se întoarce la hotel.
A doua zi își dă întâlnire cu o veche prietenă pe nume Sally, pe care o duce la o piesă de teatru în care jucau actorii ei preferați, dar pe care Holden nu-i putea suferi. Apoi se duc la patinoar, unde, după ce obosesc intră într-un bar și încearcă să o convingă să meargă cu el într-o excursie ca să scape pentru totdeauna de acea lume „nenorocită”, dar discuția celor doi se termină cu o ceartă. 
Ieșind din patinoar, pleacă să mănânce și își sună un fost coleg de la Whooton pentru a se întâlni. După ce au purtat câteva discuții prietenul său pleacă, iar Holden rămâne singur și începe să bea până se îmbată. O sună iar pe Sally și după o scurtă convorbire se duce la baie, unde se bagă cu capul în apă sperând să se mai trezească. 
Când își revine pleacă spre Central Park, sperând că va vedea rațele de pe lac și că va putea răspunde la întrebarea care îl frământa de ceva vreme („Oare unde se duc rațele când vine iarna ?”), dar nu găsește nici o rață și, așezându-se pe o bancă, începe să se gândească la moartea sa, la înmormântare și la toată lumea care va veni să-l vadă. 
În timp ce reflecta la toate aceste lucruri s-a hotărât să se ducă acasă ca să o vadă ultima oara inainte de a muri pe sora lui, Phoebe. Parcă il apucase și tristețea când și-a amintit cât de mult ține Phoebe la el. Odată ajuns acasă, i se pare că a avut noroc că liftierul de noapte era nou și nu-l cunoștea și nu le-a spus părinților lui Holden că acesta a venit acasă.   în apartamentul s-a strecurat în casă cu mare grijă. Intrat în camera în care dormea Phoebe nu o trezește imediat, ci stă un timp pentru a se uita la ea cum doarme. 
După ce s-au îmbrățișat și după ce au vorbit puțin, sora lui și-a dat seama că a fost dat afară din nou și n-a mai vrut să vorbească cu Holden pentru că își făcea griji că iar o să-l certe părinții. Totuși, reiau discuțiile puțin mai târziu după ce băiatul a reușit să o convingă pe Pheobe că nu o să pățească nimic. Discuțiile au fost întrerupte atunci când își dau seama că s-au întors părinții de la petrecere. După trecerea pericolului Holden a împrumutat câțiva dolari de la Phoebe și a fugit la Domnul Antolini, fostul lui profesor de engleză, unde și-a petrecut o parte din noapte până când s-a trezit cu mâna profesorului pe fruntea sa și s-a speriat, gândindu-se la ce fel de om ar putea fi acesta; pleacă la gară unde își lăsase bagajele și unde și-a petrecut restul nopții dormind pe o bancă. 
Dimineață, citind un articol dintr-o revistă uitată pe bancă, își imaginează că ar fi bolnav de cancer și gândindu-se din nou la moarte a început să se plimbe și să-și facă planuri pentru o posibilă plecare departe, la marginea unei păduri, unde să-și construiască o cabană, să muncească la o benzinărie și să nu mai calce pe acasă. Cu acest gând a plecat spre școala unde învață Phoebe să-i lase un mesaj pentru a se întâlni să-și ia rămas bun. În timp ce o aștepta în fața muzeului i-a venit rău și a leșinat, o altă dovadă că starea lui de sănătate nu era tocmai bună. În cele din urmă apăru Phoebe care căra după ea un geamantan sperând că fratele său va fi de acord să o ia și pe ea. Holden s-a hotărât în cele din urmă că ar fi mai bine să nu mai plece,așa că au mers împreună la bâlci, după care s-au îndreptat spre casă. 
Întors printre ai săi, Holden se îmbolnăvește, iar părinții îl conving să se ducă din nou la școală în anul următor. În acest timp a venit de la Hollywood să-l viziteze fratele său, D.B., iar familia a fost reîntregită pentru sărbătoarea de Crăciun. 
Având un narator subiectiv, romanul reproduce confesiunea unui adolescent inadaptat. Experiențele pe care le parcurge Holden în aceste zile sunt privite de personaj cu un amestec de decepție și detașare. 
Această operă literară poate fi încadrată în două teme literare diferite: tema familiei în care ne sunt detaliate relațiile dintre personajul principal, Holden Caulfield, familia și prietenii săi și tema călătoriei în care sunt prezentate drumul și peripețiile prin care va trece Holden când se întoarce la New York, unde petrece câteva zile pe care le are la dispoziție până la momentul în care va ajunge acasă și le va spune părinților vestea cea rea.

## Traducere
Romanul a fost tradus în România încă din 1980. Cea mai recentă traducere în limba română este cea a lui Lucian Bratu și a Catincăi Ralea, apărută la editura „Sfynx” din Cluj Napoca în anul 1992.

## În cultura de masă

### Fotografie
- Fotograful român Aurel Mihailopol a preluat numele romanului pentru o lucrare a sa[care?], în care figurează câțiva elevi de școală.[5]